# Самусенко, Пётр Николаевич
Пётр Николаевич Самусенко (1 мая 1931 — 16 сентября 1993) — инженер-механик, организатор промышленного производства, Герой Социалистического Труда (22.4.1991).

## Биография
Родился в селе Гордеевка Гордеевского района (ныне — Брянской области) в семье рабочего и домохозяйки. В 1939 году вместе с семьёй переехал в Хабаровск к своей старшей сестре Марии. Там окончил два класса школы. В 1941 году перед началом войны их семья вернулась в Брянскую область.
Два года они жили в немецкой оккупации, и только в 1943 г. Пётр смог продолжить учёбу в школе.
В 1951 году поступил в Харьковское гвардейское танковое командное училище, из которого через год перевёлся в Брянский институт транспортного машиностроения. В 1957 г. получил диплом инженера-механика.
Работал мастером, инженером. В 1963—1975 гг. — директор Кировского чугунолитейного завода (Калужская область).
В 1970 окончил заочно Московский инженерно-экономический институт им. Орджоникидзе. 9 апреля 1975 года переведен в г. Братск на строящийся завод отопительного оборудования на должность заместителя директора по производству.
С 1981 — генеральный директор производственного объединения «Сибтепломаш» Государственной ассоциации «Союзстройматериалов», Иркутская область.
Похоронен в Полтаве.

## Награды
28 июля 1966 года - орден Трудового Красного Знамени.
20 мая 1971 – второй орден Трудового Красного Знамени.
28 февраля 1974 – третий орден Трудового Красного Знамени
22 мая 1986 - орден Ленина
22 апреля 1991 года - второй орден Ленина
22 апреля 1991 года - звание Героя Социалистического Труда
6 апреля 1970 года - юбилейная медаль «За доблестный труд»
21 июня 1971- знак ЦК ВЛКСМ за активную комсомольскую работу.
30 сентября 1971 года - нагрудный знак «Отличник Гражданской обороны СССР»
22 апреля 1991 года - золотая медаль «Серп и молот»